# Marina Apollonio
Marina Apollonio (* 12. November 1940 in Triest) ist eine italienische Künstlerin, die als eine der repräsentativsten Persönlichkeiten der internationalen optik-kinetischen Bewegung gilt.

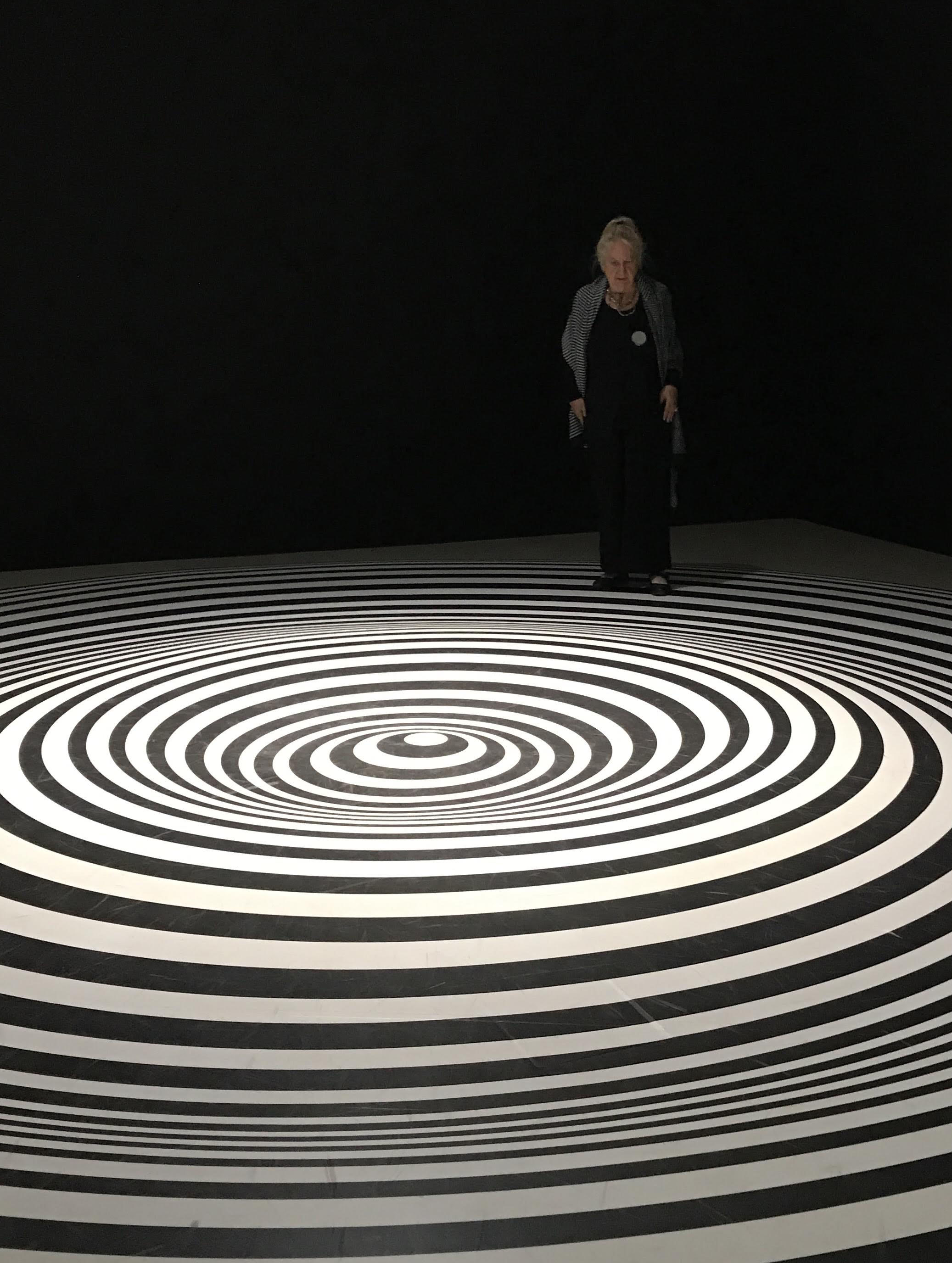
Marina Apollonio "taucht" im MUMOK, während der Ausstellung "Vertigo", in ihr eigenes Werk ein, Wien 2019

## Leben
Marina Apollonio, Tochter des Theoretikers und Kunstkritikers Umbro Apollonio und Fabiola Zannini, wuchs in einem künstlerischen Umfeld auf. Nach dem Abitur besuchte sie die Malkurse von Giuseppe Santomaso an der Accademia di belle arti di Venezia und widmete sich dem industriellen Grafikdesign und Lösungen für die Innenarchitektur.
Anfang der 1960er Jahre begann sie mit ihren Forschungen über Wahrnehmung und visuelle Kommunikation. Nachdem sie in Paris als Designerin im Architekturbüro Édouard Albert gearbeitet hatte, kehrte sie nach Italien zurück und schuf ihre ersten Metallreliefs mit wechselnden Farbverläufen und ihre erste Kreisförmige Dynamik. Sie teilt mit anderen Vertretern der Optischen Kunst den Wunsch nach einer entpersönlichten Kunst, im Gegensatz zum Konzept der expressiven Abstraktion. Sie verwendet moderne industrielle Materialien, um kalkulierte Strukturen zu schaffen, die sich im Auge des Betrachters in dynamische, schwebende Räume verwandeln. In dieser Zeit lernt sie Getulio Alviani kennen. Sie debütierte auf der Kollektivausstellung des Centro d'Arte „Il Chiodo“ in Palermo und gewann den ersten Preis.
Seit Mitte der 1960er Jahre ist sie ein fester Bestandteil der historischen Bewegungen der optisch-kinetischen Kunst; sie bewegt sich im Umfeld der Gruppe „N“ in Padua und der Gruppe „T“ in Mailand und teilt sowohl deren künstlerische Absichten als auch die Wahl der Materialien. Sie tauschte ihre Ideen mit Getulio Alviani, Dadamaino und den anderen Vertretern von Azimuth aus. Sie lernte Künstler der französischen „GRAV“, den deutschen Gruppe „ZERO“ und „Nova Tendenza“ kennen, so dass sie an Nova Tendencija 3 teilnahm, einer internationalen Ausstellung, die im selben Jahr in der Galerija Suvremene Umjetnosti, der Galerie für zeitgenössische Kunst und dem Kunstmuseum Zagreb stattfand. Sie war einer der Protagonisten der Ausstellung Aktuell '65 in der Galerie Aktuell in Bern und, zusammen mit Getulio Alviani und Paolo Scheggi, der Ausstellung Oeuvres Plastiques et Appliquèes, in der Galerie Smith in Brüssel.
Anlässlich einer Ausstellung in der Galerie Barozzi in Venedig lernte sie Peggy Guggenheim kennen, die, nachdem sie ihre Werke in der Ausstellung gesehen hatte, das „Rilief n. 505“ für ihre Sammlung kaufte.
Ab Mitte der 1970er Jahre schuf sie Werke, die auf dem orthogonalen Verhältnis farbiger paralleler Linien, vertikal und horizontal, auf schwarzem Grund basieren. 1977 erhielt sie den Auftrag, ein Miniaturwerk für Herbert Distels Schubladenmuseum zu schaffen, eine Sammlung von 500 Werken bekannter Künstler wie Picasso und anderer weniger bekannter Künstler.
Sie widmete sich der Weberei und stellte ihre Werke im Laboratorio Artivisive in Foggia und später, 1983, in den Ausstellungen Morbide & Trame in der Civica Galleria d'Arte Contemporanea in Foggia und Testi Tessili in der Buchhandlung „Il monte analogo“ in Rom aus.
Anlässlich der internationalen Op-Art-Ausstellung beauftragte die Schirn Kunsthalle Frankfurt sie mit der Gestaltung des Werks Spazio ad attivazione cinetica, einer zehn Meter langen, rotierenden Scheibe in der Rotunde des Museums, wo sie neben Vertretern der Optischen Kunst wie Victor Vasarely, Bridget Riley, François Morellet, Julio Le Parc, Gianni Colombo und anderen ausstellte. Sie nahm an internationalen Veranstaltungen zur optischen Kunst teil: die Ausstellung Optic Nerve: Perceptual Art of the 1960s, im Columbus Museum of Arts und die Ausstellung Bit International [Nine] tendencije - Computer und visuelle Forschung. Zagreb 1961-1973, in der Neuen Galerie in Graz. Die Zeitschrift Artforum widmete ihr die Titelseite vom Mai 2007.
2013 wurde sie zu den Ausstellungen Dynamo im Grand Palais in Paris und Perception - Arte Programmata y Cinética, im MACBA (Museo de Arte Contemporáneo de Buenos Aires) eingeladen und war in der Ausstellung Die Kunst des Lichts und der Bewegung in der „Sammlung Marli Hoppe-Ritter“ im Museum Ritter in Waldenbuch, Deutschland, vertreten.

## Einzelausstellungen
- 1966 - Centro d’Arte Il Chiodo, Palermo - Galleria 1+1, Padua.
- 1967 - Galleria il Cenobio, Mailand.
- 1968 - Galleria Sincron, Brescia - Galleria Barozzi, Venedig.
- 1969 - Studio di Informazione Estetica, Turin.
- 1970 - Galerie Historial, Nyon.
- 1971 - Galleria La Chiocciola, Padua.
- 1972 - Galleria dei Mille, Bergamo.
- 1973 - Neue Galerie am Universalmuseum Joanneum, Graz.
- 1974 - Galleria Il Nome, Vigevano.
- 1975 - Galleria Method, Bergamo.
- 1979 - Arte Struktura, Mailand.
- 1981 - Centro ricerche artistiche Verifica 8+1, Venedig.
- 2008 - Präsentation der Edition Marina Apollonio, Dinamica Circolare, Neue Galerie, Graz.[20]
- 2011 - Fioretto Arte, Padua.
- 2015 - 10 A.M. ART, Mailand.
- 2019 - Espace Meyer Zafra, Paris.
- 2020 - 10 A.M. ART, Mailand.

## Gruppenausstellungen
- 1964 Il Chiodo d’oro, Centro d’Arte il Chiodo, Palermo
- 1965 Aktuel 65, Galerie Aktuel, Bern; Nova Tendencija 3, Galerija Suvremene Umjetnosti, Zagreb; Oeuvres Plastiques et Appliquées, Galerie Smith, Brüssel
- 1966 Op-pop, Galerie D, Frankfurt; 11º Premio Castello Svevo, Termoli; Premio S. Fedele, Galleria San Fedele, Mailand; Sigma 2, Bordeaux - Il gioco degli artisti, Galleria del Naviglio, Mailand
- 1967 La nuova tendenza, Galleria il Cenobio, Mailand; Premi Joan Mirò, Barcelona; Museo Sperimentale d’Arte Contemporanea, Turin; Ipotesi linguistiche intersoggettive, Wanderausstellung (Florenz, Bologna, Neapel, Turin)
- 1968 Dodekaedr, Galerii d, Praha; 2° Miedzynadorowe Biennale Grafiki, Krakau; Arte Internazionale Contemporanea, Studio 2 b, Bergamo; 13º Premio Spoleto, Italien; Public Eye, Kunsthaus, Hamburg; Arte permanente, Galerija 212, Belgrad
- 1969 Konstruktive Kunst: Elementen und Prinzipien, Biennale 1969, Nürnberg; Kunst als Spiel, Spiel als Kunst, Kunsthalle, Recklinghausen; Nova tendencija 4, Muzej Za Umjetnosti I obrt, Zagreb; 8° Mednarodna graficna razstava, Moderna Galerija, Ljubljana; El arte cinetico y sus origens, Ateneo de Caracas, Caracas; Nuovi materiali nuove tecniche, Caorle; Meno 31: Rapporto estetico per il 2000, Varese, Italy; Plastic Research, New Goodman Gallery, Johannesburg; Grafica italiana d’oggi, Palazzo Reale, Neapel
- 1970 Achromes, Circolo la Nuova Torretta, Sesto San Giovanni, Italy; Salon des comparaisons, Paris; 3° Miedzynarodowe biennale grafiki, Krakau; Premi Joan Mirò, Barcelona - Screen print 70, Chicago; Kunst als Spiel, Spiel als Kunst, Kunstverein, Wolfsburg e.V.; Miniaturen 70 international, Galerie 66, Hofheim am Taunus; Inostrana grafika iz zbirke, Museja Savramene Umtenosti, Belgrad; Grafica rysunek collage, Muzeum Sztuki W Lodzi, Lodz; La percezione pura, Barozzi-Ricci, Mailand; Proposta del piccolo formato, Galleria Vismara, Mailand
- 1971 Serigraphies duo d’art Geneve, Galerie Historial, Nyon; Grafica internazionale 1971, Sincron, Brescia; Panorama di grafica, Galleria la Chiocciola, Padua; 9° mednarodna graficna razstava, Moderna Galerija, Ljubljana; Operazioni estetiche e strutture sperimentali, Ti. Zero, Turin; Senza titolo, Rocca Sforzesca, Soncino, Lombardei; Luglio 1971, Galleria Ferrari, Verona
- 1972 4° Miedzynarodowe biennale grafiki, Krakau; Faites votre jeu, Galleria del Cavallino, Venedig; Premio Burano 1972, Venedig; 1° Norske Internasjonale Grafikk, Biennale 1972, Fredrikstad; Continuità, Studio d’Arte Eremitani, Padua; 4ª Biennale d’Arte Mario Pettenon, S. Martino di Lupari, Italy
- 1973 Tendenze attuali, Galleria la Chiocciola, Padua; Xerox, Galerija Studentskog Centra, Zagreb; Grafiska italienska, Italianska Kulturinstitutet, Stockholm; 3° Internationalen Malerwochen, Eisenstadt; Iki 1973, Düsseldorf
- 1974 Sull’opera come campo, Centro Culturale Serre Ratti, Como; V miedzynadorowe Biennale Grafiki, Krakau; Arbeiten aus den internationalen Malerwochen in der Orangerie, Landesgalerie im Schloss Esterhazy, Eisenstadt; Norske Internasjonale Grafikk Biennale 1974, Fredrikstad; Accrochage, Galerie Seestrasse, Rapperswil; Grafica dei spracheggi non-verbali, Galleria Zen, Mailand; Beispiel Eisenstadt, Museum des 20. Jahrhunderts, Wien
- 1975 Raccolta Nikol Art, Saletta della Grafica, Gallerie d’Arte La Chiocciola, Padua; Proposte ’75, Galleria di Arti Visive, Parma; Collezione Nikol Art, MPM Arredamenti, Mailand
- 1976 Grafica delle arti sperimentali, Galleria d’Arte Libera Parini, Como; Grafica delle Arti Sperimentali, Palazzo Strozzi, Florenz
- 1977 Expo Arte 77, Bari; Il Volto Sinistro dell’Arte, Galleria De Amicis, Florenz;Herbert Distel Museum of drawers, Zurich
- 1979 Graphik in Padua Heute, Tiroler Kunstpavillon, Innsbruck; Sixth British International Print Biennale, Bradford City Art Gallery and Museums, Cartwright Hall, Bradford (Lister Park); 10 protagonisti della plasticità inoggettiva, Arte Struktura, Mailand
- 1981 Arazzi…?, Centro Culturale Laboratorio Artivisive, Foggia
- 1982 c.c.c.2, Arte Struktura, Mailand
- 1983 Morbide & Trame, Civica Galleria d’Arte Contemporanea, Foggia; Costruttivismo, Concretismo, Cinevisualismo, Galleria Civica, Desenzano del Garda; Testi Tessili, Libreria il Monte Analogo, Rom; Libro Galleria Castello, Mailand
- 1984 Rassegna Internazionale d’Arte Concreta, Cenacolo Cultura, Mestre; Nuevas Adquisiciones 1981-1984, Museo de Arte Moderna, Fundaciòn Soto, Ciudad Bolìvar
- 1985 Arte Italiana degli anni Sessanta nelle collezioni della Galleria Civica d’Arte Moderna, Castello Di Rivoli, Turin
- 1988 8+1=10! 10 Anni alla ricerca dell’arte, Verifica 8+1, Venedig-Mestre
- 1989 Black and White, Palazzo dei Diamanti, Ferrara; 51 ideatori inoggettivi della visualità strutturata, Arte Struktura, Mailand
- 1990 51 ideatori inoggettivi della visualità strutturata, Galleria la Polena, Genua; E’ ancora futuro?, Biblioteca Civica, Noventa Vicentina
- 1991 30 anni di arte contemporanea alla Chiocciola, La Chiocciola, Padua
- 1992 Der Kreis, Galerie Blau, Seeheim-Jugenheim
- 1994 Crno in Belo ( Bianco e Nero), Cankariev Dom, Ljubljana
- 1995 30 anni 1965-1995, Vismara Arte, Mailand
- 1997 Costruttivismo, concretismo, Cinevisualismo + Nuova Visualità Internazionale, Villa Ormond, San Remo
- 1998 Nuova visualità internazionale, Centro Internazionale d’arte moderna e contemporanea, Palazzo Ducale, Revere, Lombardei;
- 1999 8+10= 20! Vent’anni alla ricerca dell’arte, Venedig-Mestre
- 2001 Nuova Visualità internazionale, Forum Omegna, Omegna
- 2003 Arte Costruita: Dal Museo “Umbro Apollonio”, Biblioteca Comunale, Cadoneghe, Italien; Il mito della Velocità. L’Arte del Movimento. Dal Futurismo alla video-arte, Casa del Mantegna, Mantua
- 2004 Il Centro Duchamp 1969-1973, Zucca Arte Design, Pesaro
- 2005 L’oeil Moteur. Art Optique et Cinétique, 1959-1975, Musée d’Art Moderne et Contemporain, Strasbourg; Prague Biennale 2, Karlìn Hall, Prag
- 2006 Arte Cinetica, Spazio Boccioni, Mailand
- 2006 Die Neuen Tendenzen, Museum für kronkrete Kunst, Ingolstadt
- 2007 Leopold-Hoesch-Museum, Düren; Op Art, Schirn Kunsthalle, Frankfurt; Optic Nerve. Perceptual Art of the 1960s, Columbus Museum of Art, Columbus; Bit International [Nove] tendencije: Computer und visuelle Forschung. Zagreb 1961-1973, Neue Galerie, Graz; Cinetica. Dalla collezione di Getulio Alviani, Museo Cid, Torviscosa, Udine
- 2008 Viaggio in Italia: Arte italiana 1960 al 1990, Neue Galerie am Universalmuseum Joanneum, Graz
- 2010 Donne nell’Arte, Galleria Cavour, Padua; Dix dans la recherche pour l’oeil a partir des années soixante, Espace Meyerzafra, Paris; Women From 60’s & 70’s, Osart Gallery, Mailand
- 2011 Art Paris just Art, Paris Gran Palais; Pinta Artshow, New York City
- 2012 Arte Cinetica e Programmata, Galleria Nazionale d'Arte Moderna, Rom
- 2012 Ghosts in the Machine, New Museum of Contemporary Art, New York
- 2012 Exposicion sobre el Gruppo Enne de Padua, Marion Gallery, Panama
- 2013 DYNAMO, Gran Palais, Paris;
- 2013 Percezione e Illusione: Arte Programmata e cinetica italiana, MACBA, Buenos Aires
- 2013 Fuori dal coro, Mailand
- 2013 50 e oltre, San Donato Mailandese
- 2013 SCULPTRICES, Villa Datris, L'Isle-sur-la-Sorgue
- 2014 OCCHIO MOBILE, lenguajes del arte cinético italiano. Años 50-70, MAC, Lima
- 2014 ITALIAN ZERO/CROSS REFERENCE, Brescia
- 2014 Turn Me On, Christie’s, London
- 2014 LE NUOVE TENDENZE, 10 A.M. ART, Mailand
- 2015 Le forme del bianco, Galleria d'arte L'Incontro, Brescia
- 2016 Pokrenuto oko. Talijanska kinetička umjetnost od 1950-ih do 1970-ih, MUO, Zagreb
- 2016 EYE ATTACK, Op Art and Kinetic Art 1950-1970, Louisiana, Dänemark
- 2016 The Illusive Eye, El Museo del Barrio, New York City
- 2018 Action <> Reaction. 100 Years of Kinetic Art, Kunsthal, Rotterdam
- 2018 I CINETICI, Palazzo Zambeccari, Bologna
- 2019 OBRES OBERTES. L'art en moviment, 1955-1975, La Pedrera, Barcelona
- 2019 VERTIGO. op art and history of deception 1520-1970, MUMOK, Wien
- 2019 Le diable au corps. Quand l’Op Art électrise le cinéma, MAMAC, Nizza
- 2019 LLUM I MOVIMENT. L’avantguarda cinètica a París (1955-1975), Alicante
- 2019 L'ultima Dogaressa, Peggy Guggenheim Collection, Venedig
- 2019 Vertigo. Op Art und eine Geschichte des Schwindels 1520 – 1970, Kunstmuseum, Stoccarda
- 2020 HYPNOSE, MUSEE DARTS DE NANTES, Nantes
- 2021 LINIE, Museum Ritter, Waldenbuch
- 2022 L'occhio in gioco, Palazzo del Monte di Pietà, Padua
- 2022 59ª edizione dell’Esposizione Internazionale d’Arte Biennale di Venedig, Venedig

## Werke in öffentlichen Sammlungen
- Museo d'Arte Moderna, Turin
- Neue Galerie, Graz
- Fondazione Vaf – Mart, Rovereto
- Museo Umbro Apollonio, Padua
- Kunsthalle Recklinghausen Musee Nationale Poznan, Lodz
- Das Progressive Museum, Basel
- Musee Cantonal Des Beaux Arts, Lausanne
- Haus Konstruktiv, Zürich
- The Museum of Drawers, Zürich
- Museo de Arte Moderno, Ciudad Bolivar
- Schirn Kunsthalle, Frankfurt
- Collezione Guggenheim, Venedig
- Collezione Hermès, New York City
- New Museum, New York
- MACBA Museo de Arte Contemporaneo, Buenos Aires
- Fondation Villa Datris, Provence, Frankreich
- Museum Ritter, Waldenbuch, Deutschland